# Felipe Criado
Felipe Criado Martín (Gijón, 8 de enero de 1928- Mera, La Coruña, 22 de noviembre de 2013) fue un pintor, profesor y crítico de arte español de la posguerra, destacado en sus obras en distintos soportes por su dominio del dibujo.

## Biografía
Felipe Criado nació en Gijón. La profesión de su padre, carabinero, obligaba a la familia a cambiar de residencia con cierta frecuencia. Tras pasar por Gerona y Santander, la familia se estableció en Galicia y terminó por fijar su residencia en La Coruña. Comenzó a estudiar Medicina en la Universidad de Santiago de Compostela, pero abandonó los estudios y permaneció un tiempo con el escultor Francisco Asorey y en la Escuela de Artes y Oficios. Finalmente ingresó en la Escuela de la Academia de Bellas Artes de San Fernando en Madrid (1954-1959), donde compartió formación con pintores como Antonio López, Amalia Avia o Isabel Quintanilla. En 1961 fue profesor en la Escuela de Artes y Oficios de Santiago y en 1963 ganó la cátedra de Dibujo para centros de Enseñanza Media.
Además del dibujo y la pintura, donde se distinguió, trabajó el mural, el grabado y el diseño de cerámica. Paisajista en sus primeras obras, fue incorporando con el tiempo la figura humana, en especial la femenina, sobre la que "equilibra la realidad y la fantasía", "el mundo tangible" y "el mundo irreal" de los sueños. A lo largo de su vida expuso en Galicia y el resto de España —Barcelona, Madrid, Málaga o Gijón— así como en América —Los Ángeles, Santiago de Chile o Río de Janeiro—. Obras de Felipe Criado se pueden encontrar en distintos espacios expositivos como el Museo do Pobo Galego, el Centro Gallego de Arte Contemporáneo, el Instituto Cervantes o el Museo de Bellas Artes de La Coruña, entre otros.
Miembro de la Real Academia Gallega de Bellas Artes desde 1996, recibió importantes galardones como la medalla de plata de la Exposición Trienal de Pintura de Santiago.